# Jedwabne (gmina)
Jedwabne – gmina miejsko-wiejska w województwie podlaskim, w powiecie łomżyńskim. W latach 1975–1998 gmina położona była w województwie łomżyńskim.
Siedziba gminy to Jedwabne.
Według danych z 30 czerwca 2004 gminę zamieszkiwały 5634 osoby.

## Struktura powierzchni
Według danych z roku 2002 gmina Jedwabne ma obszar 159,42 km², w tym:
- użytki rolne: 77%
- użytki leśne: 17%

Gmina stanowi 11,77% powierzchni powiatu.

## Demografia
Według Powszechnego Spisu Ludności z 1921 roku gminę zamieszkiwało 6.858 osób, 6.037 było wyznania rzymskokatolickiego, 23 ewangelickiego, 1 greckokatolickiego, 797 mojżeszowego. Jednocześnie 6.054 mieszkańców zadeklarowało polską przynależność narodową, 6 niemiecką, 797 żydowską a 1 rusińską. Było tu 1.034 budynków mieszkalnych.

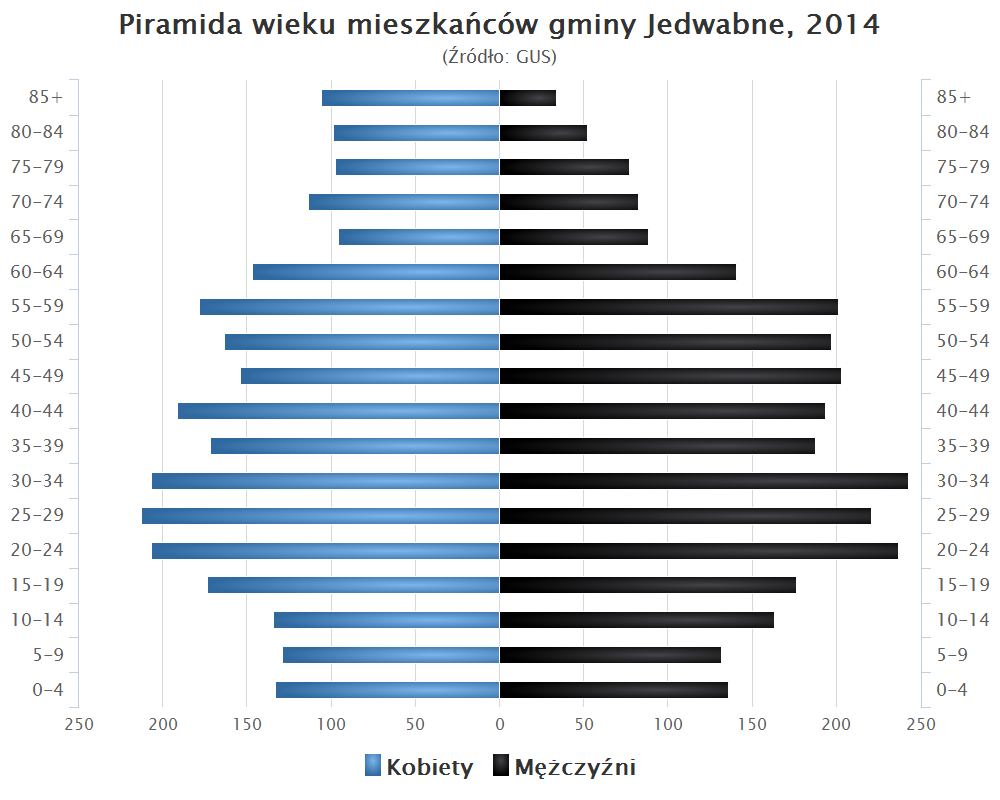
Piramida wieku mieszkańców gminy Jedwabne w 2014 roku

Dane z 30 czerwca 2004:
| Opis                              | Ogółem | Ogółem | Kobiety | Kobiety | Mężczyźni | Mężczyźni |
| --------------------------------- | ------ | ------ | ------- | ------- | --------- | --------- |
| jednostka                         | osób   | %      | osób    | %       | osób      | %         |
| populacja                         | 5634   | 100    | 2754    | 48,9    | 2880      | 51,1      |
| gęstość zaludnienia (mieszk./km²) | 35,3   | 35,3   | 17,3    | 17,3    | 18,1      | 18,1      |

## Sołectwa
Bartki, Biczki, Biodry, Biodry-Kolonia, Borawskie, Bronaki-Olki, Bronaki-Pietrasze, Brzostowo, Burzyn, Chrostowo, Chyliny, Grądy Małe, Grądy Wielkie, Janczewko, Janczewo, Jedwabne, Kaimy, Kajetanowo, Kamianki, Karwowo-Wszebory, Kąty, Koniecki, Konopki Chude, Konopki Tłuste, Korytki, Kosaki-Turki, Kotowo-Plac, Kotówek, Kubrzany, Kucze Małe, Kucze Wielkie, Makowskie, Mocarze, Nadbory, Olszewo-Góra, Orlikowo, Pawełki, Pieńki Borowe, Pluty, Przestrzele, Rostki, Siestrzanki, Kotowo Stare, Stryjaki, Szostaki, Witynie.
Pozostałe miejscowości podstawowe: Kąciki, Kuczewskie, Lipnik, Nowa Wieś, Nowiny. 

## Sąsiednie gminy
Piątnica, Przytuły, Radziłów, Stawiski, Trzcianne, Wizna

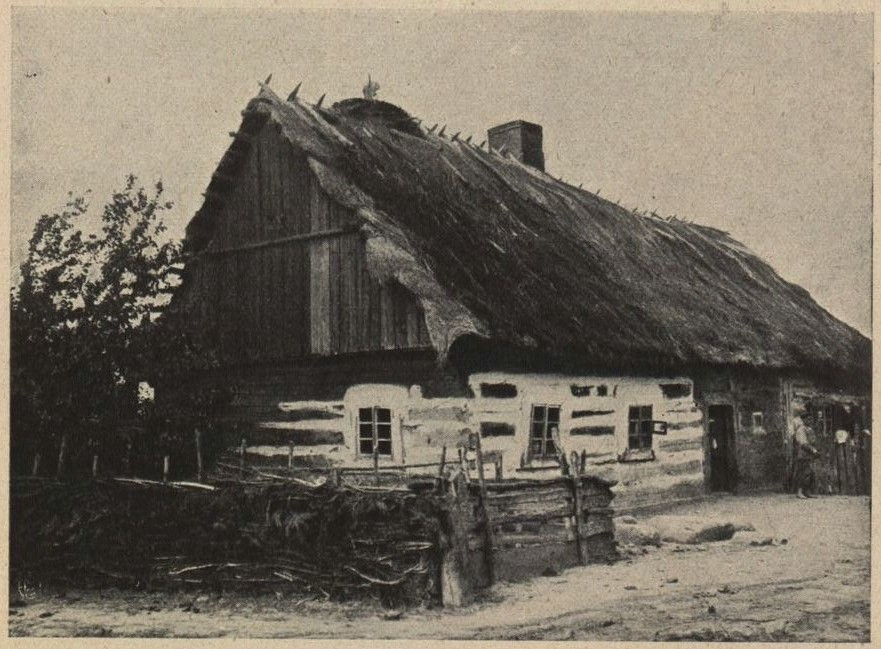
Okolice Jedwabnego - chata ok. 1915 r.